# شياو وانغ دونغ
شياو وانغ دونغ (بالصينية: 萧望东) (أغسطس 1910 - 11 مايو 1989) كان ثوري شيوعي صيني وملازم العام لجيش التحرير الشعبي الصيني (People's Liberation Army).